# 塞尔焦·西奥派斯
塞尔焦·西奥派斯（義大利語：Sergio Siorpaes，1934年7月20日—），意大利男子雪车运动员。他曾代表意大利参加1964年冬季奥林匹克运动会雪车比赛，获得男子双人和男子四人铜牌。